# 佐治亚军事学院
佐治亚军事学院（英語：Georgia Military College）于1879年创立，主校园位于美国佐治亚州米利奇维尔市，是该国四所军事初级学院之一。成立初期曾以中佐治亚军事与农业学院（英語：Middle Georgia Military and Agricultural College）命名，为佐治亚大学（英語：University of Georgia）的一部分，后更名为佐治亚军事学院，又从佐治亚大学分出。佐治亚军事学院学员团绰号“旧州府卫队”，学员可通过提前授衔计划成为美国陆军少尉。与其他三所军事初级学院不同点在于，佐治亚军事学院同时也广招不受军事化管理的普通学生入校。该校还设有预科部，为学生提供中学（6至12年级）课程。

## 概况

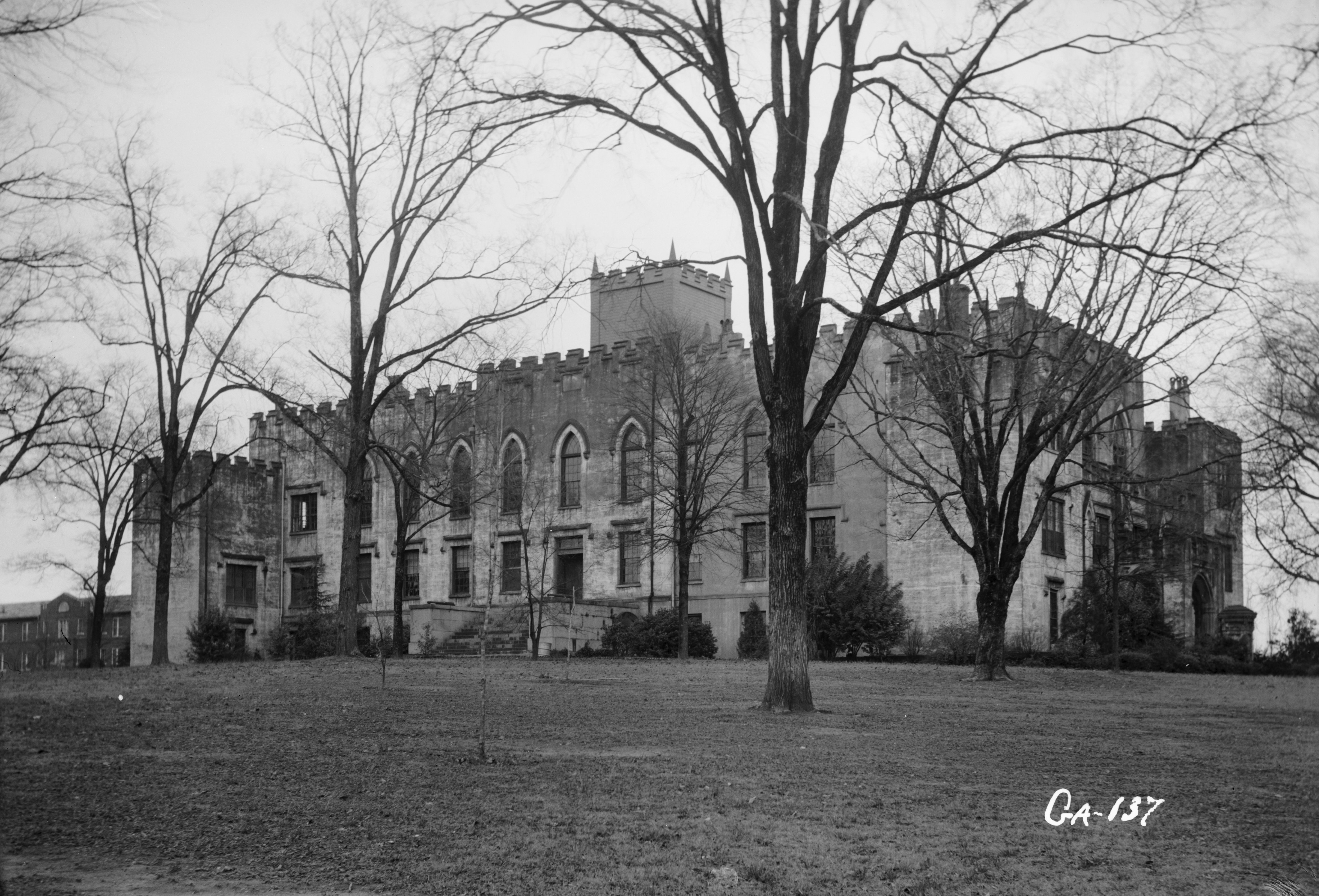
佐治亚前州府大楼，现为佐治亚军事学院主校园标志性建筑

佐治亚军事学院根据美国历史上著名的土地拨赠法案而创立，创立之初，曾命名为中佐治亚军事与农业学院，成为佐治亚大学的预科。作为支持，佐治亚州政府还将其位于米利奇维尔市的旧州府大楼赠予该校。此建筑此后成为该校的标志，至今仍作为米利奇维尔市的最高点矗立于主校区。像许多十九世纪的佐治亚学校一样，该校虽然以“学院”为名，实质上仅等同于现代意义的高中教育。中佐治亚军事与农业学院是美国较早对女性开放入学的学校之一，早在1890届毕业生中就有女性存在。
1900年，中佐治亚军事与农业学院校名改为佐治亚军事学院。1922年，佐治亚军事学院从佐治亚大学中分离出去，成为一所独立的州立学校，由经公开选举出来的董事会进行管理。1930年代，佐治亚军事学院设立两年制学院，至此成为了一所名副其实的高等教育学府。1950年，国防部正式认定佐治亚军事学院为军事初级学院。1968年，提前授衔计划进入该校。
现如今，佐治亚军事学院为全美仅有的四所军事初级学院之一，它从创始之初仅有的米利奇维尔校区发展至拥有奥尔巴尼、奥古斯塔、哥伦布、都柏林、伊斯特曼、费尔伯恩、法耶特维尔、麦迪逊、桑德斯维尔、石山、瓦尔多斯塔、华纳罗宾斯、泽布伦十三座新校区和佐治亚军事学院网络校园（英語：GMC Online）的大型初级学院。然而，若参加佐治亚军事学院学员团的提前授衔计划，则必须就读位于米利奇维尔的主校区，还需要住校（学员营房）接受全面军事化管理。
佐治亚军事学院在学术上受南方院校协会所认证。此外，它还是美国军事院校协会的成员之一。在高校体育方面，佐治亚军事学院的校队昵称“斗牛犬”，隶属国家初级学院体育协会甲组。尽管佐治亚军事学院的性质为州立，但它并不像其他州立学校一样隶属佐治亚大学系统或佐治亚技术学院系统。

## 知名校友
- 阿尔弗雷德·布莱洛克，美国外科医生，布莱洛克－陶西格分流术的发明者之一。
- 洛伦佐·布罗梅尔（英语：Lorenzo Bromell），前国家美式足球联盟球员。
- 乔治·巴斯比（英语：George Busbee），第77任佐治亚州州长。
- 奥利弗·哈迪（英语：Oliver Hardy），喜剧演员。
- 马考姆巴·坎吉（英语：Macoumba Kandji），塞内加尔足球运动员，现效力于芬超图尔库国际足球俱乐部。
- 约翰·F·金，美国陆军准将，陆军国民警卫队副司令官[10]。
- 弗朗西斯·S·劳达诺三世，美国陆军准将，164防空炮旅旅长[11]。
- 小威廉·尤塞里（英语：William Usery Jr.），第15任美国劳工部长。
- 卡尔·文森，国会议员，被称作“两洋海军之父”。
- 丹尼尔·威尔考克斯（英语：Daniel Wilcox），前国家美式足球联盟球员。
- 佩皮·泽尔纳（英语：Peppi Zellner），前国家美式足球联盟球员。